# Raymond Peynet

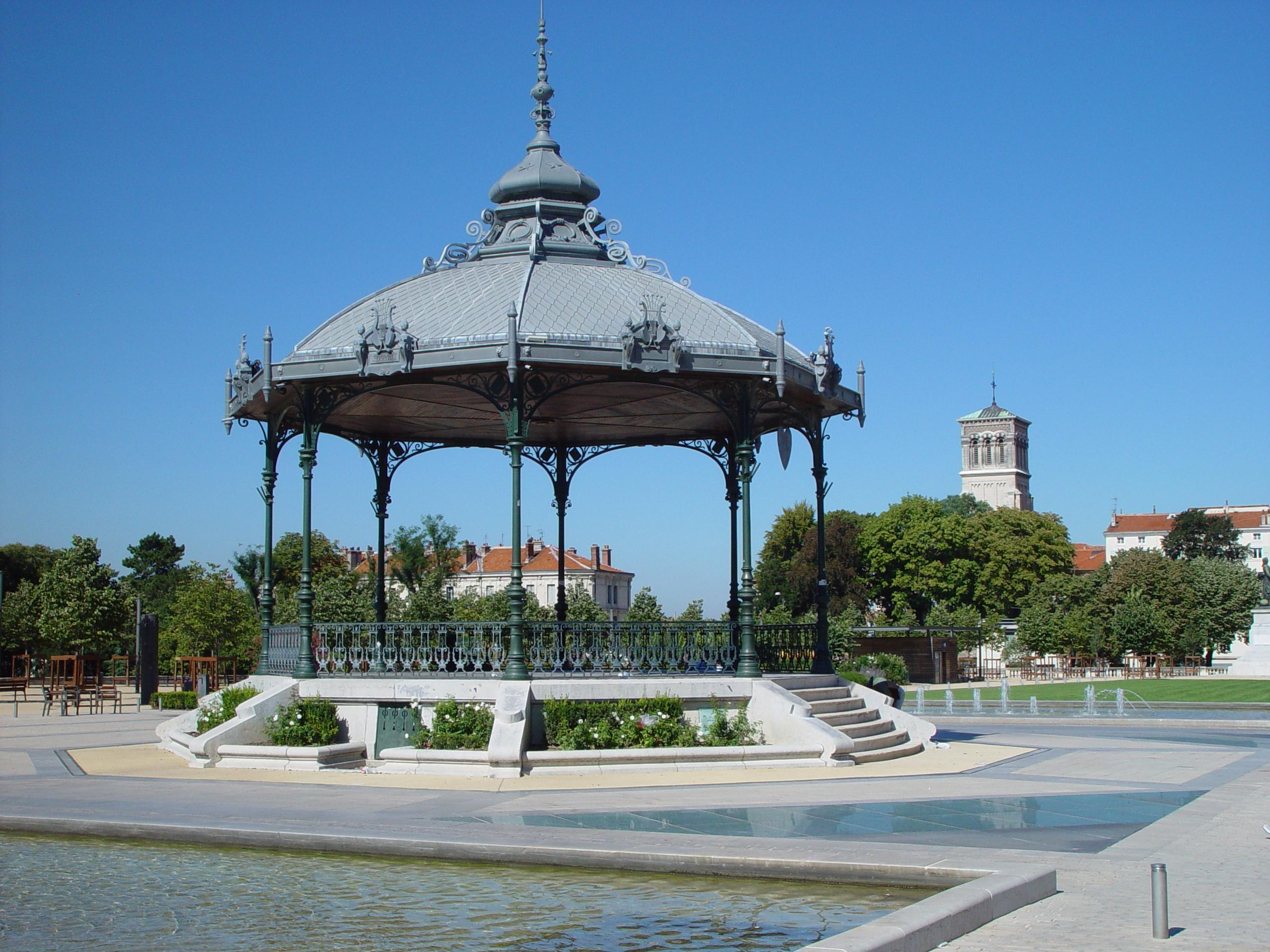
Peynets Kiosk am Marsfeld in Valence

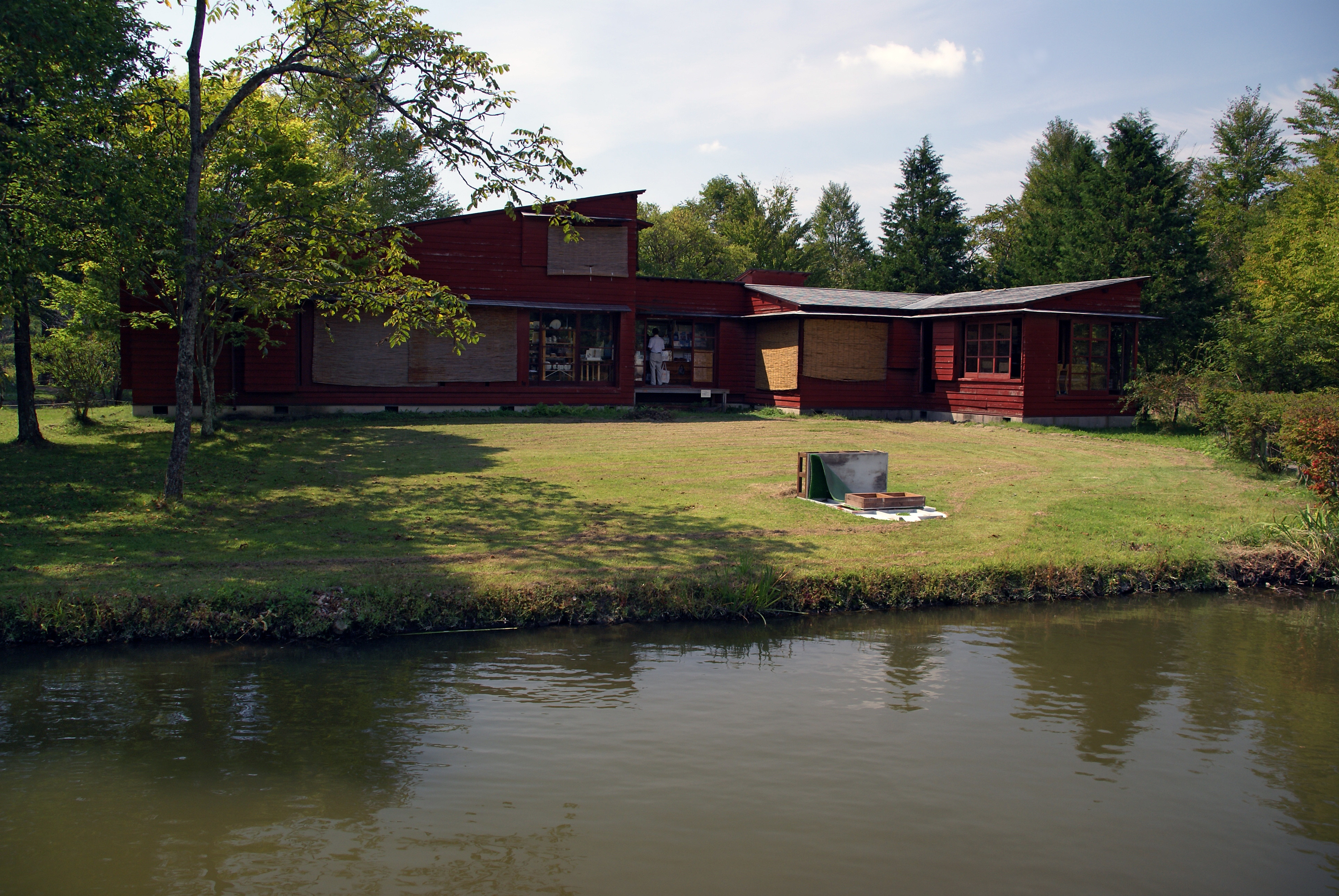
Peynet-Museum in Karuizawa (Japan)

Raymond Peynet (* 16. November 1908 in Paris; † 14. Januar 1999 in Mougins) war ein französischer Grafiker.
Er studierte in den 1920er Jahren an der École des Arts Appliqués in Paris. Er beschäftigte sich mit dem Zeichnen von Karikaturen und mit der Gestaltung von Katalogen für französische Kaufhäuser. 
Den Weltruhm verdankte er den lyrischen Zeichnungen eines Paares von Verliebten: eines Dichters und seiner Braut. 
Die ersten Zeichnungen entstanden 1942 in Valence (Drôme), wo sich auf dem Marsfeld ein altmodischer Orchesterkiosk für Promenadenkonzerte befand. 
Inspiriert vom Chanson Georges Brassens „Les amoureux des bancs publics“ (Die Verliebten von den Parkbänken) zeigte Peynet das Liebespaar unter dem Kiosk.
Peynet schuf insgesamt 6000 Zeichnungen, diesen Verliebten gewidmet. 
Die Französische Post gab 1958 zum Valentinstag eine Briefmarke mit einer Zeichnung Peynets heraus. Im Jahre 2000 erschien eine Briefmarke mit einem Nennwert von 3 Francs (0,46 €) zum Gedenken an den verstorbenen Künstler. 

## Bibliografie
- Raymond Peynet: Amor auf Weltreise. Eine Geographie für Empfindsame. Rowohlt, Hamburg 1955.
- 26 Zeichnungen in Kurt Kusenberg unter dem Pseudonym Hans Ohl: Lob des Bettes, Rowohlt, Hamburg 1955. letzte Auflage: Rororo, Reinbek bei Hamburg 1989, ISBN 3-499-12687-7.
- Raymond Peynet: Verliebt, verlobt, verheiratet; Ein Bilderbuch f. Erwachsene. Ausgew. u. eingel. v. Horst Roatsch, Berlin: Eulenspiegel-Verl., (1972).
- Raymond Peynet: Verliebte Welt; Ein Bilderbuch f. Liebende u. andere Optimisten, (Reinbek b. Hamburg): Rowohlt, (1961).